# Erik Goris
Erik Goris (Antwerpen, 11 november 1954) is een Vlaamse acteur.

## Biografie
Goris heeft geacteerd in verschillende Vlaamse series zoals Vennebos, De makelaar en Flikken. Van 1998 tot 2011 vertolkte hij de rol van Rob Gerrits in de soap Familie. In november 2010 werd Goris na 13 jaar onverwachts ontslagen bij Familie. Enkele maanden later startte hij met opnames bij de concurrent Thuis op Eén. Daar gaf hij van 2011 tot 2012 gestalte aan het personage Guy De Herdt.
Tegenwoordig woont hij in Vorselaar.

## Filmografie
- Familie - koper (1992)
- Editie - Vroonen (1995)
- Wittekerke - Pierre (1995)
- Wittekerke - Producer (1996)
- Vennebos - Frans Vermeir (1997-1998)
- Familie - Rob Gerrits (1998-2011)
- De makelaar - Jan Opdebeeck (1999-2000)
- Flikken - Filip Charlier (2002)
- Spoed - Dr. Vromans (2006)
- Flikken - Fernand Gessler (2008)
- Witse - Geert De Ridder (2009)
- Goesting - Victor (2010)
- Thuis - Guy De Herdt (2011-2012)
- Vermist (2012)
- Aspe - Cois Ketels (2012-2013)
- Binnenstebuiten - Dr. Vermeulen (2013)
- Het vonnis - Eric Tuypens (2013)
- De Ridder - Paul Vandenbon (2013-2015)
- Amateurs - Pol (2014)
- ROX - presentator stuntshow (2014)
- De Bunker - hoofdinspecteur Anthierens (2015)
- Smeris - Vincent Condard (2015)
- Het tweede gelaat - onderzoeksrechter (2017)
- Zing Voor Me - Frank (2017)
- De Kotmadam - Tony (2018)
- De regel van 3S - dokter Saverijs (2019)
- De Bunker 2 - hoofdinspecteur Anthierens (2022)